# Tintinnabulum (Rome antique)
Pour les articles homonymes, voir tintinnabulum.
Dans l'Antiquité romaine, un tintinnabulum est un objet muni de clochettes, répondant à différents usages : annonce de l'ouverture des bains et des marchés, signalisation (suspendu au cou des condamnés, des têtes de bétail), avertissement (carillon à vent suspendu à des édifices, magasins et maisons), instrument de musique (à l'instar du grelot). Le mot désigne notamment l'instrument domestique, représentant le plus souvent un phallus, en bronze, parfois ailé, ou ithyphallique lui-même. Lorsqu'ils sont accrochés à un sanctuaire, un jardin ou une maison, ou lorsqu'ils sont agités à la main, les tintinnabula ont une fonction apotropaïque (guérison des malades, apaisement de la colère des dieux, éloignement du mauvais sort).

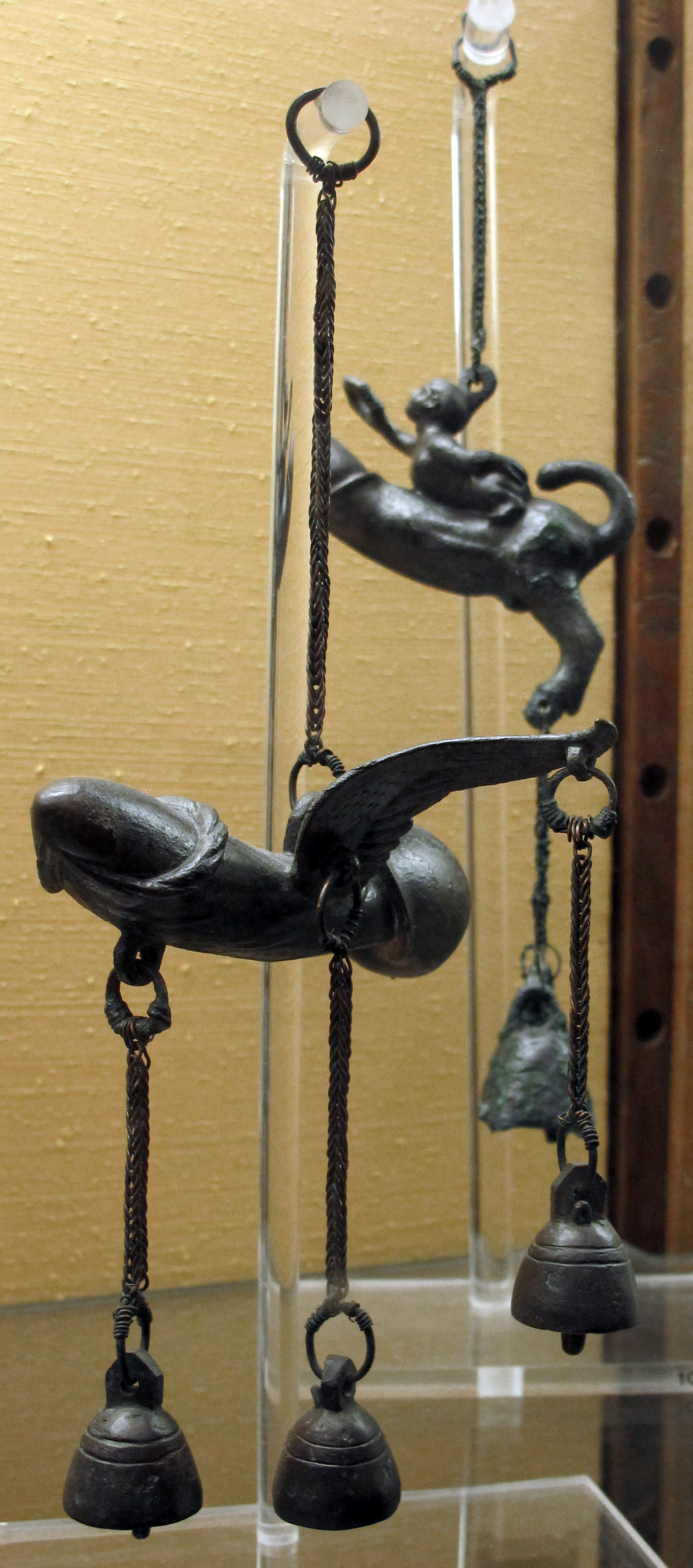
Herculanum, Musée archéologique de Naples (cabinet secret).
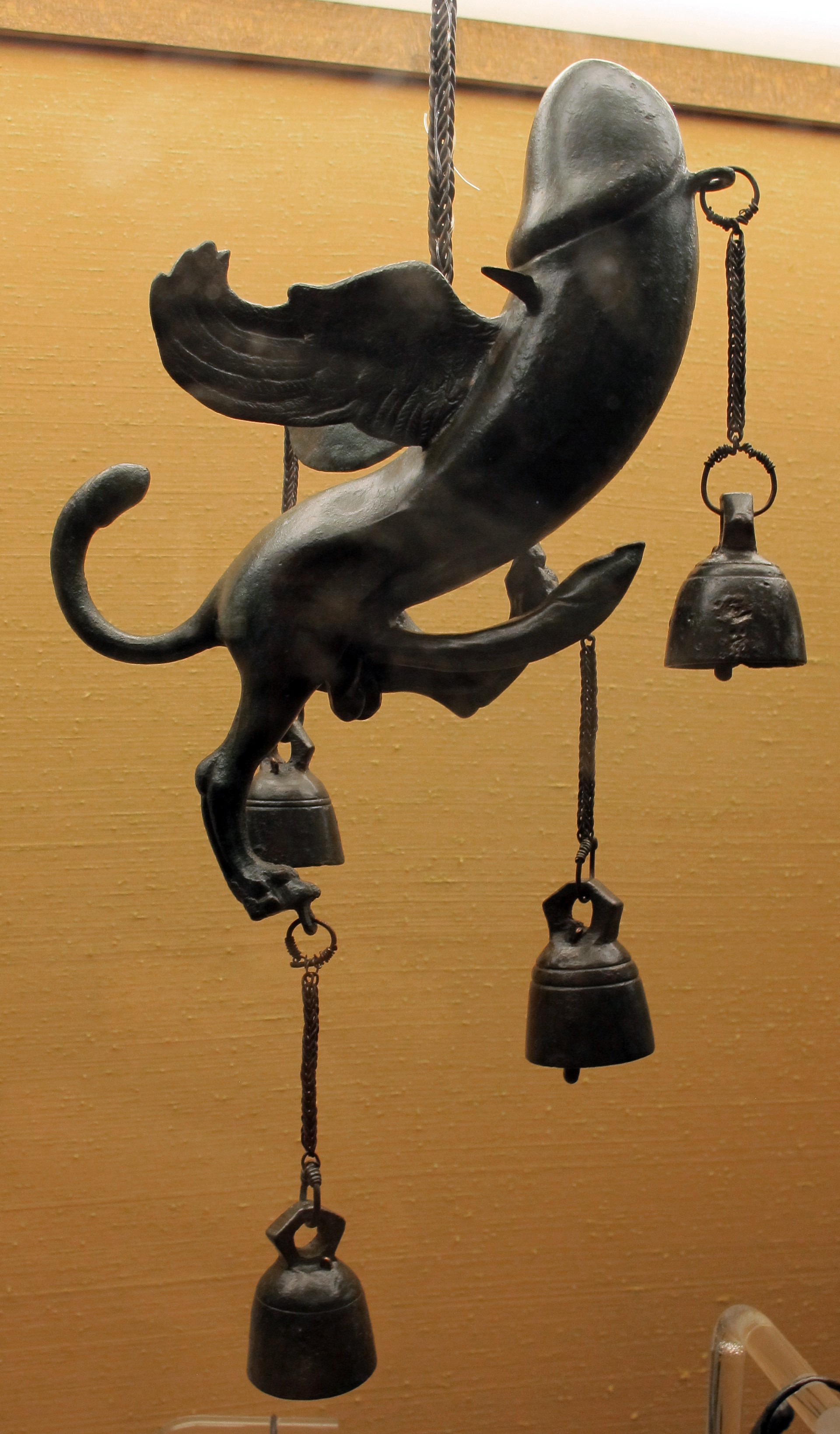
Pompéi, Musée archéologique de Naples (cabinet secret).
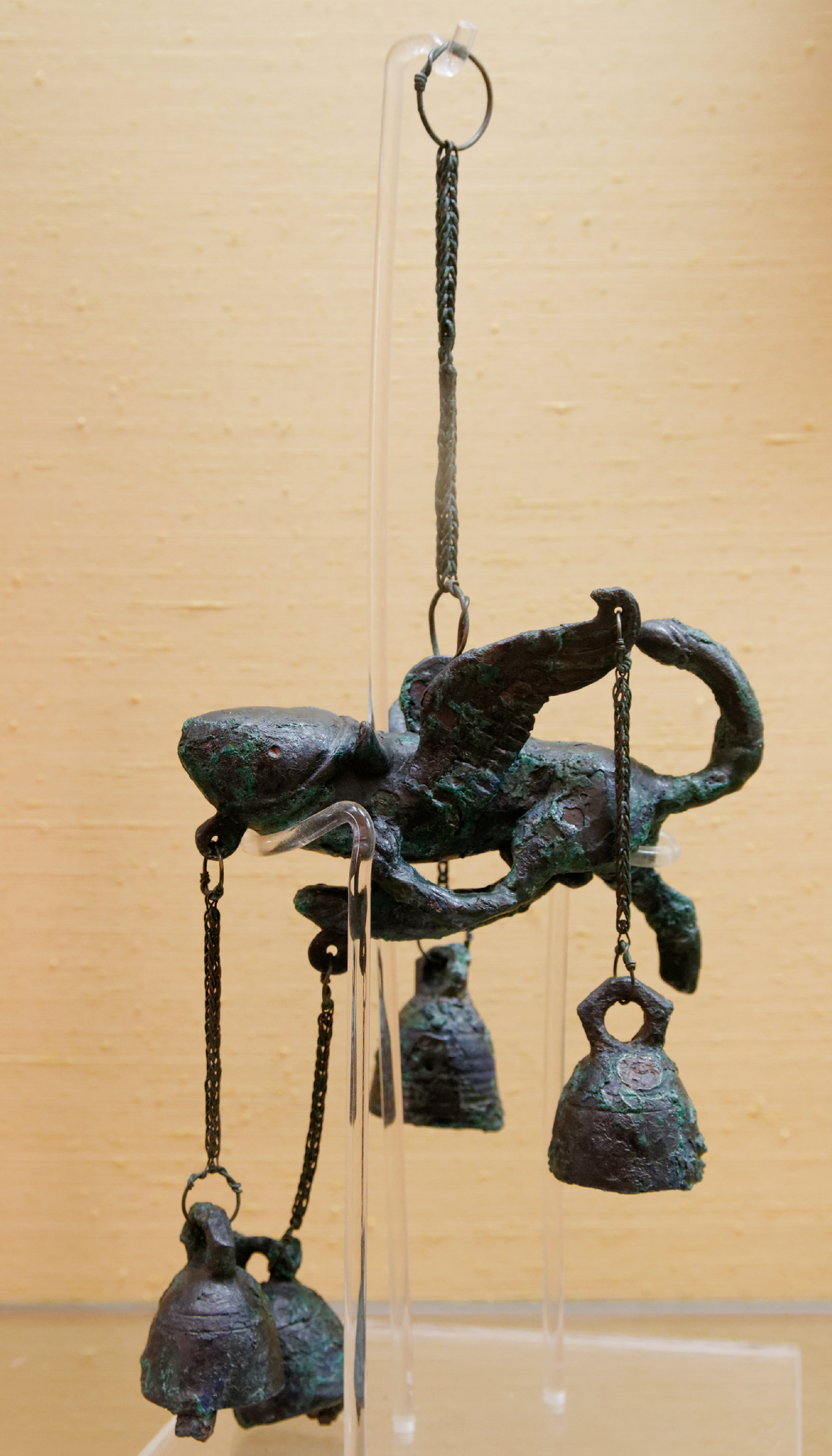
Pompéi, Musée archéologique de Naples (cabinet secret).
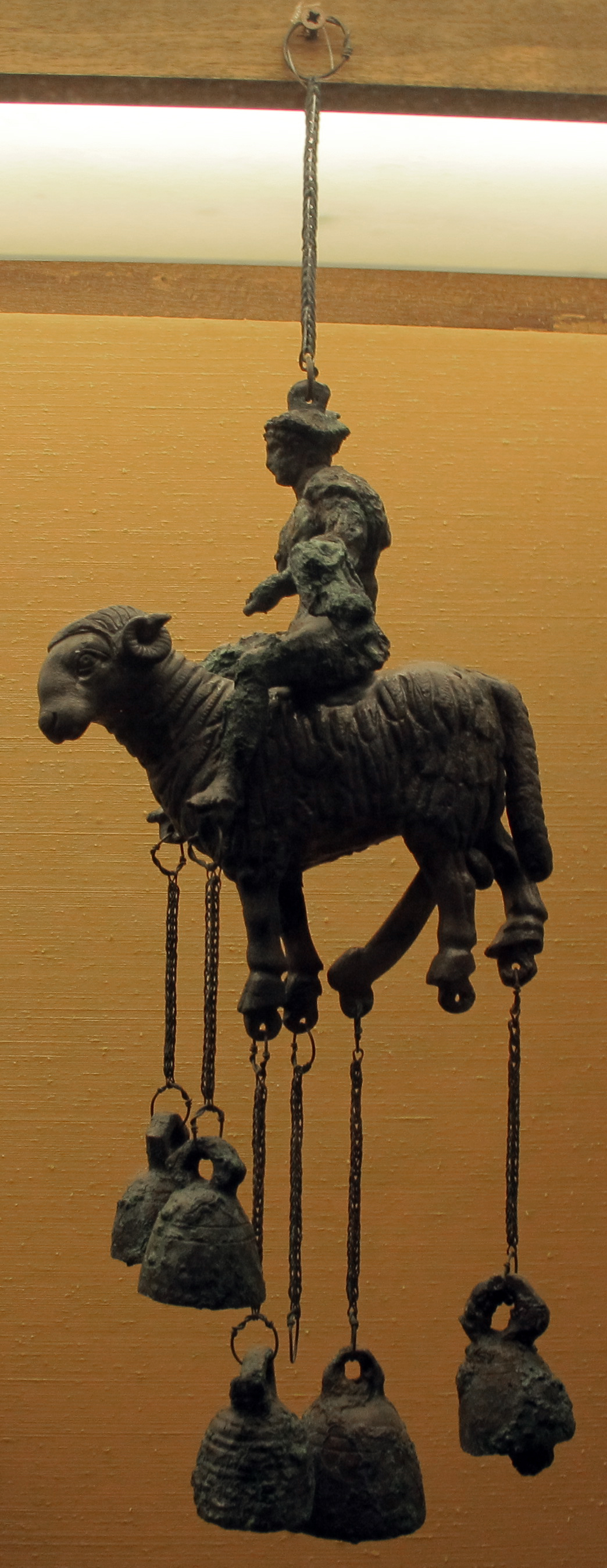
Hermès sur un bélier ithyphallique, Pompéi, Musée archéologique de Naples (cabinet secret).